# Здолбунівська районна рада
Здолбу́нівська райо́нна ра́да — орган місцевого самоврядування Здолбунівського району Рівненської області. Розміщується в місті Здолбунів, котре є адміністративним центром Здолбунівського району.

## Склад ради

### VII скликання
Рада складається з 34 депутатів.
Чергові вибори до районної ради відбулись 25 жовтня 2015 року. Було обрано 34 депутати, з них (за суб'єктами висування): «Європейська Солідарність», Всеукраїнське об'єднання «Батьківщина» та Аграрна партія України — по 7, Радикальна партія Олега Ляшка та Об'єднання «Самопоміч» — по 4, Всеукраїнське об'єднання «Свобода» — 3, УКРОП — 2.
У районній раді було створено сім депутатських фракцій та п'ять постійних депутатських комісій:
- з питань депутатської діяльності, етики, законності, боротьби зі злочинністю, соціального захисту населення, учасників АТО та членів їх сімей;
- з питань бюджету та фінансів;
- з питань економічного розвитку, комунальної власності та енергозбереження;
- з питань агропромислової політики, земельних відносин, розвитку села та охорони навколишнього природного середовища;
- з питань освіти, культури, охорони здоров я, молодіжної політики, фізкультури та спорту.

#### Керівництво
19 листопада 2015 року, на першій сесії районної ради, головою було обрано депутата від «Батьківщини» Олега Дацюка, заступником — депутата від «Свободи» Олександра Бухала.